# Last Armageddon
Last Armageddon (ラストハルマゲドン Rasuto Harumagedon?) es un videojuego de rol posapocalíptico de 1988 para NEC PC-8801, NEC PC-9801, MSX, Sharp X1, Sharp X68000, MS-DOS, PC Engine CD-ROM², NES y FM Towns. El juego estaba exclusivamente en japonés hasta que se creó un parche de traducción al inglés para Nintendo Famicom.
Descrita como la antítesis de la serie de fantasía Dragon Quest, la historia introductoria trata sobre la vida después de que todos los organismos (humanos y animales) hayan sido eliminados por una fuerza misteriosa. Se considera que toda la música en este juego es representativa de los primeros trabajos de Hiroharu Hayama; fue compositor de videojuegos japoneses a fines de los 80s y principios de los 90s. Hayama a menudo usaba su música para hacer que los juegos se sintieran tenebrosos y oscuros. 
El juego tuvo una secuela, After Armageddon Gaiden, lanzado para el Sega CD en 1994. En 1995, Working Designs planeó lanzar el juego en Norteamérica como «A Side Story of Armageddon», pero se canceló debido al fracaso del sistema Sega CD.

## Trama
Los humanos, que respiraron el aire lleno de toxinas en la superficie de la Tierra, se disolvieron. La historia de la humanidad terminó y el dominio del planeta regresó a los demonios. Estas criaturas mutantes no dependían del oxígeno para sobrevivir. Por lo tanto, se adueñaron de la Tierra. Mientras tanto, un ejército de robots libra la Cuarta Guerra Mundial contra los demonios para conquistar lo que ahora se conoce como Makai: El Mundo de los Demonios. Estos robots llegaron al planeta en una ola de energía la cual creó una explosión que convirtió el mundo en un páramo. Más adelante en el juego, los temas concurrentes incluyen a Adolf Hitler, la guerra, la creación de una raza perfecta de personas, y a la destrucción de la humanidad en el año 1999.

## Personajes
Orc (オーク Ōku?, Orco)
Solo está activo durante el día. Es similar en forma y características al Duende, exceptuando que este es nocturno. Tiene la capacidad de crear armas y armaduras. Elimina trampas. Sin embargo, el Orco tiene el inconveniente de que es débil ante el fuego.
Harpy (ハーピー Hāpī?, Arpía)
Solo está activa durante el día. La parte superior de su cuerpo es la de una mujer, la parte inferior es la de un pájaro y en la parte posterior tiene enormes alas. Ella es capaz de volar. Puede aprender todos los ataques del juego.
Skeleton (スケルトン Sukeruton?, Esqueleto)
Es un esqueleto humano vivo. En ningún momento se explica por qué está vivo. Es inferior al Orco y al Duende, pero puede guardar un montón de objetos. Él puede crear herramientas. Además, tiene una memoria excepcional, lo cual sirve para el mapeo del mapa. También puede envenenar y escapar de una mazmorra al instante. Al ser un no muerto se puede equipar con armas sagradas, como la espada de plata. Es débil ante el agua.
Gargoyle (ガーゴイル Gāgoiru?, Gárgola)
Solo está activo durante la noche. Tiene alas, por lo cual, puede volar. Puede crear herramientas.Es muy inteligente. Al principio solo conoce la magia de sueño, pero mientras va subiendo de nivel puede aprender 2 tipos de magia más, Kamataichi e Ibento.
Slime (スライム Suraimu?, Limo)
Solo está activo durante la noche. Su cuerpo no tiene una forma fija. Es débil contra el fuego, pero inmune a la parálisis y resistente a los ataques con armas. Puede aprender la magia Corrupción (la versión superior del veneno) y, al igual que el Esqueleto, puede escapar de una mazmorra al instante.
Goblin (ゴブリン Goburin?, Duende)
Solo está activo durante la noche. Al igual que el Orco, puede crear armas y armaduras. También es débil al fuego. La magia que conoce al principio es parálisis. Es más fácil, con respecto al Orco, el subirlo de nivel.
Cyclops (サイクロプス Saikuropusu?, Cíclope)
Posee la clarividencia. Tiene un ataque especial, el cual es muy poderoso. Puede aprender la magia del Rayo y puede escapar de las mazmorras.
Andros Sphinx (アンドロスフィンクス Andorosu Finkusu?)
Solo es posible usarlo una vez derrotado Salvan. Tiene buena memoria y puede crear herramientas. Además, posee una gran inteligencia. Al principio solo conoce la magia Recuperación. Al subir de nivel puede aprender la magia Retorno y la magia Oboeru.
G (Giant) Snake (G（ジャイアント）スネーク G (Jaianto) Sunēku?, Serpiente G (Gigante))
Es una serpiente con torso y brazos humanos. Es parte de la familia de serpientes gigantes, descendiente directo de la tribu Naga. Es fuerte contra el agua. Puede aprender la magia Hielo, es la magia que más tiempo consume para realizarse, pero la más fuerte.
Minotaurs (ミノタウルス Minotaurusu?, Minotauro)
Posee mucha fuerza. También tiene clarividencia y puede crear armas y armaduras. Si se lo equipa con un hacha obtiene una bonificación de ataque. Aprende la magia de Petrificación, Recuperación, Rayo y Meteoritos. Tiene un bastón mágico.
Golem (ゴーレム Gōremu?)
Solo está activo durante el día y se lo puede utilizar una vez que Salvan es derrotado. Es inmune a los ataques con armas. Puede neutralizar la magia de Petrificación, pero es débil contra el agua. Puede equipar un palo, pero usando las manos tiene una bonificación de defensa. Aprende la magia de Petrificación.
Dragon Newt (ドラゴンニュート Doragon Nyūto?, Tritón Dragón)
Puede volar y aprender los ataques especiales más fuertes, la magia Llamas.

## Jugabilidad
Jugar como robots no es una opción abierta al jugador. El juego se basa en un dominio mundial inminente por las máquinas, como se popularizó en la serie Terminator. La jugabilidad es similar a Final Fantasy con peleas por turnos vistas desde una perspectiva en tercera persona.
Tanto los demonios como sus enemigos pueden lanzar hechizos mágicos o ataques físicos. Algunos ataques mágicos tienen la capacidad de infligir daño por veneno. Si un demonio está envenenado, el jugador debe ahorrar algunos de los puntos mágicos para curarlo a través del Kuizzu (キーウッズ?). Si permanece envenenado durante un cierto período de tiempo eventualmente conducirá a la muerte de este.
A medida que los demonios avanzan de nivel, las imágenes de los personajes cambian ligeramente. Para cuando estos avancen a los niveles 17 a 34 (los niveles máximos posibles), se verán completamente viscosos y la fusión de las células se volverá fea. 
Hay dos grupos de cuatro demonios que controla el jugador; un grupo «diurno» y un grupo «nocturno». Después de que anochezca en el juego, el grupo diurno se vuelve inactivo y el grupo nocturno pasa a tomar el control. Sin embargo, no hay reposición de HP/MP cuando un grupo se vuelve inactivo. Aunque los monstruos pueden usar sus hechizos de curación para curar condiciones como el envenenamiento, no hay otra forma de recuperar HP en el juego que no sea a través de elementos repartidos por las mazmorras, o mediante el uso del hechizo mágico «Shell Key» (シェル・シェルキー?).

## Diferencias de versiones
NES: La versión de NES carece de la enciclopedia de monstruos la cual existe en las otras versiones del juego. Ninguna de la música de fondo se parece a la de PC Engine o la versión de FM Towns. Esto se debió probablemente a que la versión de Famicom no solo fue desarrollada por una compañía diferente, sino también porque cuatro personas diferentes trabajaron en la banda sonora. 
FM Towns: Existían dos versiones para el FM Towns; una «versión de memoria grande» con niveles normales de animación y la « versión de memoria pequeña» con niveles de animación ligeramente reducidos. La versión de FM Towns también viene en una serie de tres CD-ROM y requiere 1 megabyte de RAM (para la versión con poca memoria) y 2 megabytes de RAM (para la versión con mucha memoria). Solo un personaje puede estar equipado con la espada más poderosa (Azotto) y este ya está predeterminado por el juego. Se necesita un disquete de 3.5" para guardar el juego, el cual se debía de comprar por separado. 
PC Engine: En la versión de PC Engine, todos los mapas 3D se muestran como mazmorras bidimensionales planas. Solo los duendes y los orcos pueden equiparse con espadas, a diferencia de las otras versiones. El tiempo de transición entre los personajes «diurnos» y «nocturnos» se ha eliminado en esta versión, lo que lleva a un intercambio inmediato de personajes. 